# 김종하 (희극인)
김종하(1964년 5월 1일 음력 3월 20일 ~ )은 대한민국의 희극인이며 5살 때 아버지 고향이 전북 부안이라 부안초등학교를 마친 후 중학교(부안중)에 입학하자마자 경기도 성남으로 이사를 왔다.

## 이력
1987년 연극배우 첫 데뷔하였고 2년 후 1989년 MBC 문화방송 TV 개그맨 콘테스트 3기로 정식 데뷔하였으며 그 해 가을개편부터 청춘행진곡의 MC를 맡아 온 정재환이 1991년 가을 SBS행 열차를 타면서 빠지자 같은 해 10월 7일부터 MBC TV 개그맨 콘테스트 공채(3기) 동기 김완섭과 함께 청춘행진곡 공동 진행을 맡았으나 정재환 등 핵심 개그맨들의 공백 탓인지 시청률 부진을 면치 못하여 1992년 1월 13일 방송분을 끝으로 김완섭과 동반 하차했다.

## 방송

### 예능
- 청춘행진곡(MBC)
- 일요일 일요일 밤에(MBC)
- 코미디 세상만사(MBC)
- 웃으면 복이와요(MBC)
- 결정! 최고인기가요(MBC)
- 오늘은 좋은날(MBC) - 스페이스 맨
- 행복충전! 유쾌한 일요일(MBC)
- 코미디 닷컴(MBC)
- 6시 내고향(KBS1)
- 최양락 이봉원의 소문만복래(iTV)

### 드라마
- 《마이걸》(SBS, 2005년) - 사채업자 역(특별출연)

1. ↑  하경헌 (2019년 6월 27일). “10년 만에 트로트 앨범 19년 ‘장터 지킴이’ 김종하 “데뷔 30주년 버킷 리스트, 상인분들 응원할 책도 쓸 거예요” [인터뷰]”. 스포츠경향. 2023년 5월 2일에 확인함.
2. ↑  “兩(양)TV 코미디 프로 새단장”. 경향신문. 1991년 10월 11일. 2020년 1월 29일에 확인함.